# Patio de San Juan de la Cartuja de Porta Coeli, Valencia
Patio de San Juan de la Cartuja de Porta Coeli, Valencia es un cuadro realizado en 1896 por el pintor valenciano Joaquín Sorolla.

## Descripción
Se trata de una obra que pertenece al legado fundacional del Museo Sorolla. Muestra el patio de San Juan de la Cartuja de Porta Coeli, en Valencia, iluminado por el sol. A la derecha aparece un muro con poyete de mampostería, puerta de madera y dos tejadillos. Al frente está el arco de ingreso, de medio punto, que conduce al zaguán y a una escalinata exterior del edificio. El piso superior presenta una galería de arcos rebajados, sustentados sobre columnas, con un tejado voladizo sobre modillones.
Aun siendo un tema ya tratado por otros artistas, Sorolla descubrió la posibilidad de ofrecer un toque personal de los patios; en este caso, deja de lado los edificios grandes y emblemáticos y se centra en interiores sencillos y sin apenas importancia. Juega con los efectos de sol y sombra a través de una gama de ocres y grises azulados, en contraste con el blanco de las paredes. Este tipo de obras poseen un mismo esquema: un primer plano vacío que conduce la mirada hacia el fondo, donde se sitúa una puerta abierta.